# ديمار فيليبس
ديمار فيليبس (بالإنجليزية: Demar Phillips)‏ (مواليد 23 سبتمبر 1983 في كينغستون) لاعب كرة قدم جامايكي دولي يجيد اللعب في خط الوسط . يلعب حاليا لصالح نادي أوليسوند النرويجي منذ 2009 .

## روابط خارجية
- ديمار فيليبس على موقع IMDb (الإنجليزية)
- ديمار فيليبس على موقع الاتحاد الدولي (مؤرشف)  (الإنجليزية)
- ديمار فيليبس على موقع الدوري الأمريكي (الإنجليزية)
- ديمار فيليبس على موقع قاعدة بيانات كرة القدم.إي يو (الإنجليزية)
- ديمار فيليبس على موقع ناشيونال فوتبول تيمز (الإنجليزية)
- ديمار فيليبس على موقع Soccerbase.com (لاعب) (الإنجليزية)
- ديمار فيليبس على موقع Soccerway.com (الإنجليزية)
- ديمار فيليبس على موقع كووورة
- ديمار فيليبس على موقع AS.com (الإسبانية)